# Annelise Damm-Olesen
Pour les articles homonymes, voir Damm et Olesen.
Annelise Damm-Olesen (née le 2 janvier 1942 à Copenhague) est une athlète danoise spécialiste du 800 mètres. Elle détient, avec Birgitte Jennes, Kirsten Hoiler et Pia Lund le record du Danemark du relais 4 × 400 mètres, en 3 min 36 s 2, réalisés à Athènes à l'occasion des championnats d'Europe 1969. Elle a participé à deux éditions des Jeux olympiques d'été, en 1968 et 1972, atteignant les demi-finales lors de l'édition de 1972.

## Biographie

### Palmarès
| Date | Compétition           | Lieu    | Résultat | Épreuve    | Performance  |
| ---- | --------------------- | ------- | -------- | ---------- | ------------ |
| 1969 | Championnats d'Europe | Athènes | 2e       | 800 mètres | 2 min 02 s 6 |

### Records
| Épreuve    | Performance   | Lieu   | Date         |
| ---------- | ------------- | ------ | ------------ |
| 800 mètres | 2 min 01 s 77 | Munich | 31 août 1972 |